# Ayuntamiento de Beverly Hills
El Ayuntamiento de Beverly Hills es un edificio histórico donde se encuentra el Ayuntamiento en Beverly Hills, California. 

## Localización
El edificio está rodeado por North Santa Monica Boulevard, North Rexford Drive, South Santa Monica Boulevard, y North Crescent Drive. Su entrada principal está en el 455 North Rexford Drive, la cual se encuentra frente a la Biblioteca Pública de Beverly Hills, adyacente a la Departamento de Policía de Beverly Hills. Unas pocas puertas más abajo en North Rexford Drive se encuentra la Estación de Bomberos de Beverly Hills, junto al Beverly Hills 9/11 Memorial Garden. Detrás, en South Santa Monica Boulevard, está el Centro Cívico de Beverly Hills.

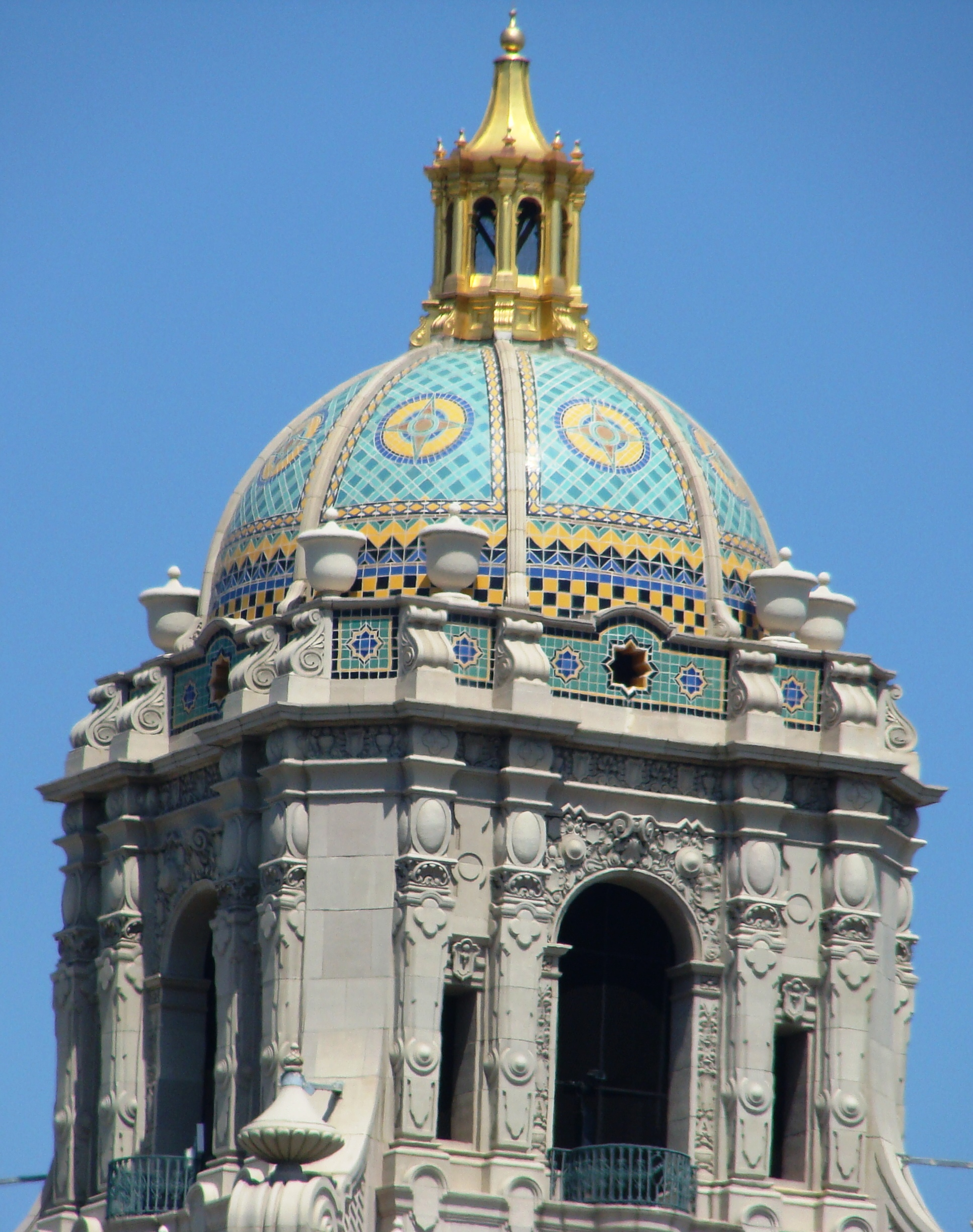
Primer plano de la cúpula.

## Historia
En las décadas de 1910s y 1920s, antes de que este edificio fuese construido, la administración de la ciudad tenía lugar en el Beverly Hills Hotel. Sin embargo, en 1925, un edificio de dos plantas se erigió en Burton Way para servir como Ayuntamiento y Estación de Bomberos. Cinco años más tarde, una petición firmada por 2,000 residentes presentada al Ayuntamiento de Beverly Hills solicitaba un nuevo edificio en una nueva localización.
Así, en 1930, se compraron los terrenos de Pacific Electric para construir el Ayuntamiento. La construcción duró desde 1931 hasta 1932. El edificio fue diseñado por los arquitectos William J. Gage y Harry G. Koerner en el estilo arquitectónico Renacimiento Español (aunque algunas veces es caracterizado como in the Spanish Revival architectural style (though sometimes also characterized Churrigueresco). Cuando el Ayuntamiento abrió en 1932, The Los Angeles Times lo llamó "el Ayuntamiento más grande y caro de cualquier municipio del país."
The building was renovated in 1982. Additionally, it was expanded from 49,000 to 67,000 square feet. Moreover, the ground-floor reception area was renovated in 2008, when the main entrance was moved from North Crescent Drive to North Rexford Drive.
El edificio aparece en la película En un lugar solitario (dir. Nicholas Ray, 1950). También se usó como Departamento de Policía en Beverly Hills Cop (dir. Martin Brest, 1984).
Para el centenario de Beverly Hills en 2014, una tarta de 15,000 porciones con las forma del Ayuntamiento de Beverly Hills fue diseñada por el chef Donald Wressell de la Guittard Chocolate Company y decorado por Rosselle y Marina Sousa. Costó 200,000 dólares hacerla.
Como parte del Beverly Hills Centennial Arts of Palm Installation, el escultor Brad Howe diseñó cuatro esculturas para los exteriores del Ayuntamiento. De acuerdo con The Beverly Hills Courier, es la "más grande exposición pública de obras de arte jamás expuesta en Beverly Hills."

## Propósito
El edificio aloja la administración de la ciudad, incluyendo la oficina del Alcalde de Beverly Hills y los Plenos del Gobierno municipal de Beverly Hills. Additionally, it houses the Municipal Gallery, an evolving art space designed by interior designer Gere Kavanaugh.
Dentro del edificio, se puede observar una escultura de Auguste Rodin llamada Torso of a Walking Man (Torso de un Hombre Caminando).

## Valor patrimonial
En mayo de 2013, el Pleno del Ayuntamiento de Beverly Hills votó a favor de añadir el edificio en la lista de conservaciones históricas.